# Drängetal

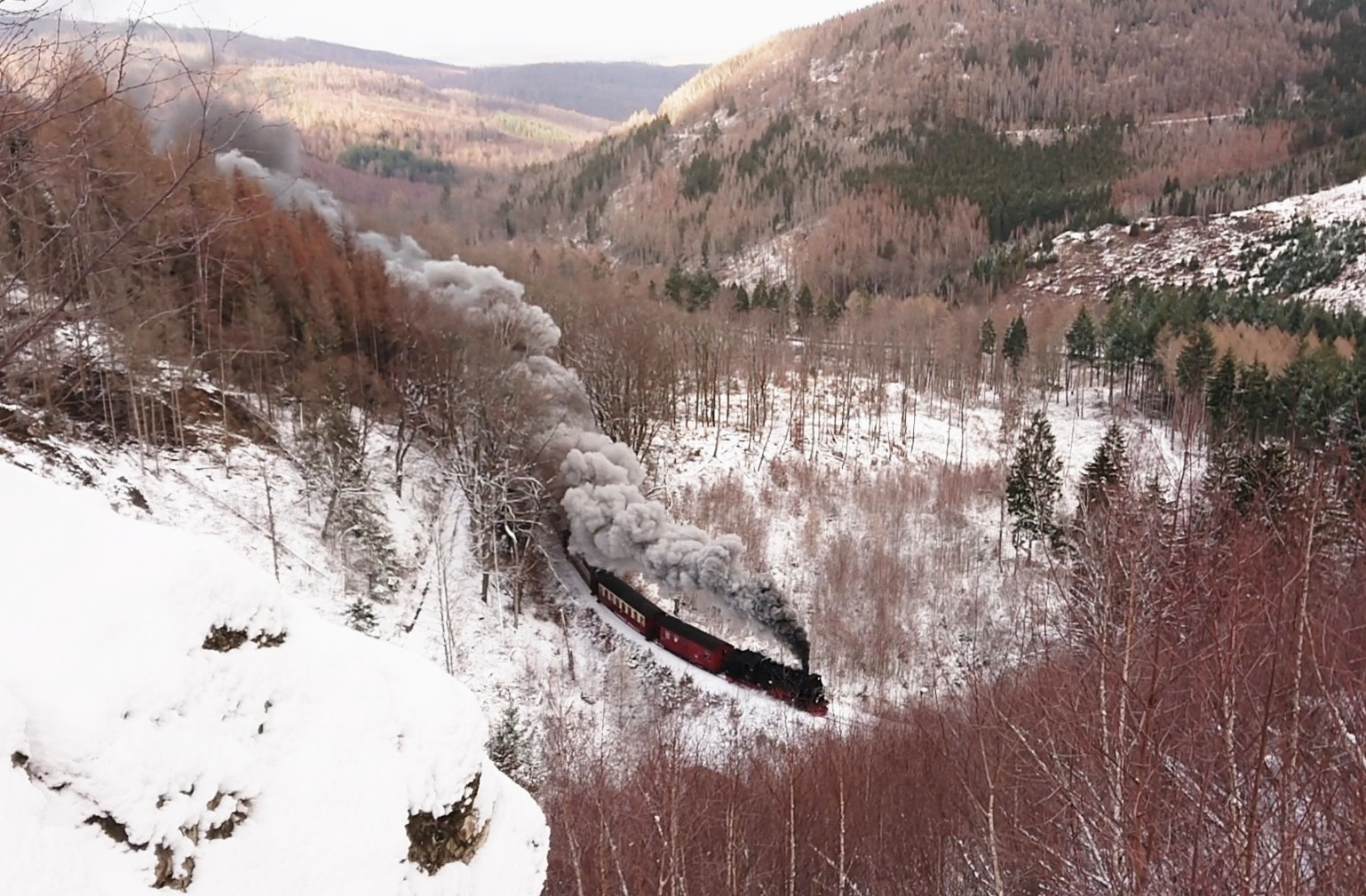
Blick in das Drängetal im Winter

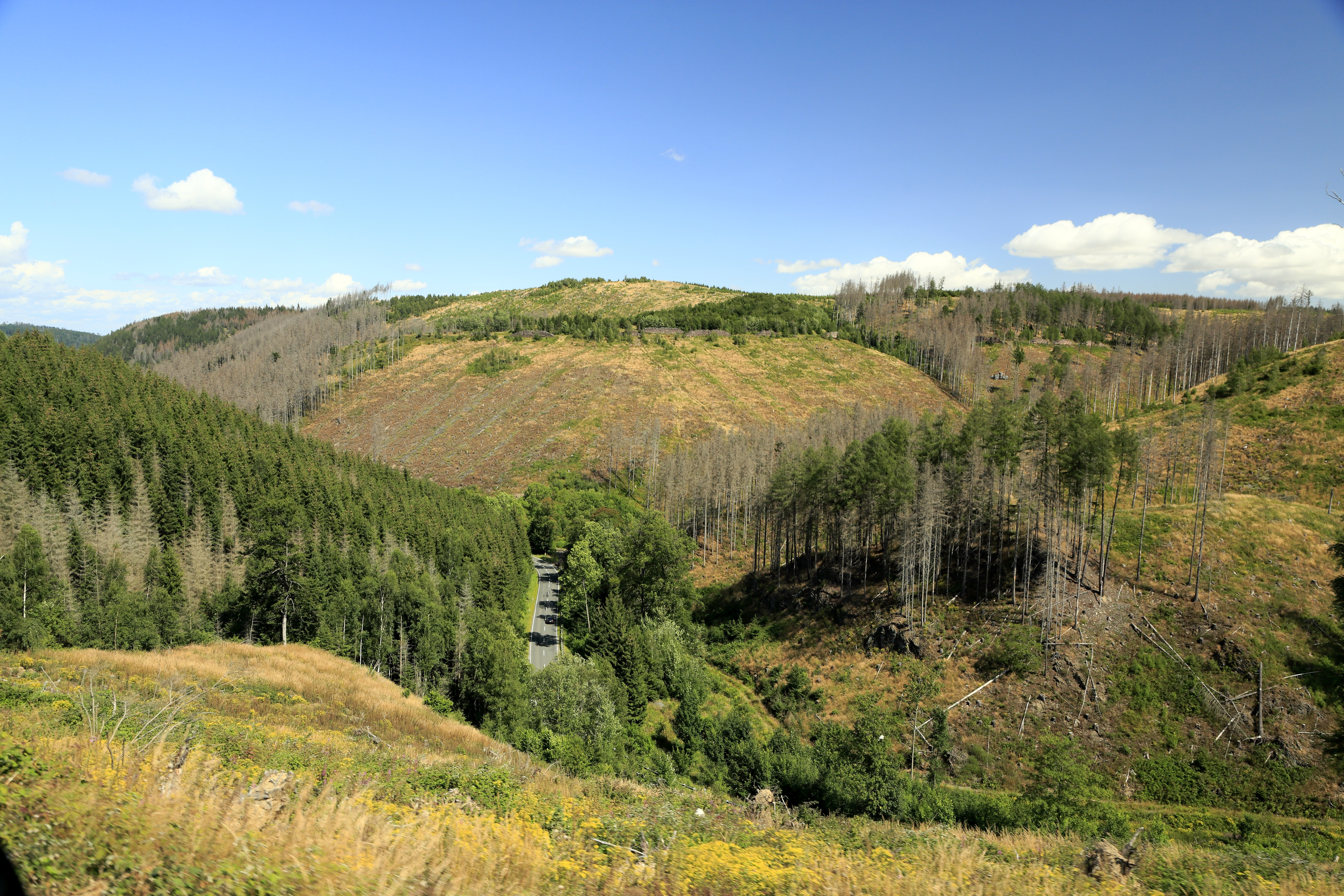
Drängetal mit Fichten- und Schmalholzkopf

Das Drängetal, früher Drengethal oder ähnlich geschrieben, liegt am nördlichen Teil des Harzes auf dem Gebiet der Stadt Wernigerode im Landkreis Harz in Sachsen-Anhalt.

## Geographische Lage
Das Drängetal ist ein rechtes Nebental des Holtemmetals. Es erstreckt sich vom oberen Ende des Wernigeröder Stadtteils Hasserode in südwestlicher Richtung bis hinauf in eine Höhe von ca. 575 m Höhe nördlich von Drei Annen, wobei das westliche Talende als Stollental (im 18. Jahrhundert benannt nach dem Louisa-Charlotta-Stollen, der später für die Wasserversorgung von Hasserode genutzt wurde) und das östliche Talende als Schülertal bezeichnet wird.
Am südlichen Talende liegt, südlich von Drei Annen in Richtung Zillierbachtal, der Drängetalskopf mit einer Höhe von 544 m. Durch das Drängetal verläuft der Drängetalbach und die Landesstraße 100 Wernigerode – Drei Annen Hohne (Hagenstraße).

## Geschichte
Im Mittelalter hatten mehrere Dörfer aus dem Nordharz im Drängetal im sogenannten Landmann Waldnutzungsrechte.
Das Drängetal ist durch die Hagenstraße und die Bahnlinie der Harzquer- und Brockenbahn sowie mehrere Wirtschafts- und Wanderwege erschlossen. Da es sich bei der Hagenstraße um eine Privatstraße handelte, war deren öffentliche Benutzung vor 1945 über mehrere Jahrzehnte untersagt.
Seit dem ausgehenden 17. Jahrhundert verlief quer durch das Drängetal die Grenze zwischen dem Kurfürstentum Brandenburg und späteren Königreich Sachsen und der im Besitz der Grafen zu Stolberg befindlichen Grafschaft Wernigerode.
Da südwestlich von Hasserode im Holtemme-, im Thumkuhlen- und im Drängetal eine große Reihe von geologischen Gängen auftreten, die mit Kupferz, Cobalt, Nickel, Zinn, Arsen- und Wismuterzen gefüllt sind, setzte bereits frühzeitig der Bergbau ein. Zum Bergrevier Hasserode gehörte auch das Drängetal, wobei Bergbau sowohl von brandenburg-preußischer, als auch von gräflich-stolbergischer Seite betrieben, wovon heute noch einige Sachzeugen vorhanden sind.
Größere Bekanntheit erlangten die Gruben Heilige Dreifaltigkeit, Margarethe, Triumphwagen, Louisa Charlotta und Drei Annen.

## Sehenswürdigkeiten
Zu den Sehenswürdigkeiten des Drängetales zählen u. a. der Aussichtspunkt Elversstein, der in das System der Stempelstellen der Harzer Wandernadel einbezogen ist, und die Denkmäler für Lossen und Hagen an der Hagenstraße. Außerdem führt der Naturkundlich-geologische Lehrpfad Wernigerode-Hasserode durch das untere Drängetal.